# Koziniec (Tatry)
Koziniec (słow. Kozinec, 1462 m) – mało wybitny wierzchołek w słowackich Tatrach Zachodnich. Znajduje się w grzbiecie, który odgałęzia się od Miękkiego Wierchu w grani głównej Tatr Zachodnich, na jej odcinku zwanym Holaniem (pomiędzy Palenicą Jałowiecką a Siwym Wierchem) i opada w północnym kierunku aż do Zuberca. Grzbiet ten oddziela Dolinę Suchą od Doliny Przybyskiej. Na polskiej mapie Koziniec jest błędnie podpisany jako Miękki Wierch.
Na Kozińcu grzbiet rozgałęzia się na dwa grzbiety tworzące obramowanie dla Kozińskiego Jaru. Opadający do Wielkiego Ostrego Gronia grzbiet północny na polskiej mapie ma nazwę Wielki Siwy Klin. Oddziela on Dolinę Przybyską od Kozińskiego Jaru. Grzbiet północno-zachodni oddziela Koziński Jar od Doliny Suchej.
Cały rejon Kozińca zbudowany jest z osadowych skał wapiennych. Sam wierzchołek Kozińca jest skalisty, zbocza są obecnie zalesione. Dawniej jednak były bardziej trawiaste i były wypasane. Wchodziły w skład nieistniejącej już Hali Biała Skała. Po hali tej pozostała jeszcze nazwa Zadnie Koszarzyska (Zadné Košariská). Na mapach jednak miejsce to jest błędnie lokalizowane na północno-zachodnim ramieniu Wielkiego Ostrego Gronia lub nawet w Dolinie Przybyskiej. W rzeczywistości zaś Zadnie Koszarzyska znajdowały się w środkowej części Doliny Suchej i na jej zboczach.
Północno-wschodnimi zboczami Kozińca (od strony Doliny Przybyskiej) prowadzi szlak turystyczny, omijając jednak jego wierzchołek.

## Szlaki turystyczne
– żółty: Zuberzec – Wielki Ostry Groń – Koziniec – Palenica Jałowiecka. Czas przejścia: 3:25 h, ↓ 2:40 h